# Singapores Grand Prix 2023
Singapores Grand Prix 2023, officiellt Formula 1 Singapore Airlines Singapore Grand Prix 2023, var ett Formel 1-lopp som kördes den 17 september 2023 på Marina Bay Street Circuit i Singapore. Loppet var det sextonde ingående i Formel 1-säsongen 2023 och kördes över 62 varv.

## Bakgrund

### Ställning i mästerskapet före loppet
| Pos. | Förare           | Poäng |
| ---- | ---------------- | ----- |
| 1 ▬  | Max Verstappen   | 364   |
| 2 ▬  | Sergio Pérez     | 219   |
| 3 ▬  | Fernando Alonso  | 170   |
| 4 ▬  | Lewis Hamilton   | 164   |
| 5 ▬  | Carlos Sainz Jr. | 117   |

| Pos.  | Konstruktör           | Poäng |
| ----- | --------------------- | ----- |
| 1 ▬   | Red Bull              | 583   |
| 2 ▬   | Mercedes              | 273   |
| 3 ▲ 1 | Ferrari               | 228   |
| 4 ▼ 1 | Aston Martin-Mercedes | 217   |
| 5 ▬   | McLaren-Mercedes      | 115   |

- Notering: Endast de fem bästa placeringarna i vardera mästerskap finns med på listorna.

### Deltagare
Förarna och teamen var desamma som säsongens anmälningslista förutom Daniel Ricciardo som ersattes av Liam Lawson efter hans krasch i Nederländernas Grand Prix.

### Däckval
Däckleverantören Pirelli tog med sig däckblandningarna C3, C4 och C5 (betecknade hårda, medium respektive mjuka) för stallen att använda under tävlingshelgen.

## Träningspassen
Tre träningspass ägde rum, alla under en timmes tid. De första två träningarna tog plats på fredagen medan den tredje kördes på lördagen.

## Kvalet
Kvalet ägde rum 21:00 lokal tid (UTC+08:00) den 16 september 2023 och varade i en timme.
| Pos.                    | Nr. | Förare           | Konstruktör                | Kvaltider | Kvaltider | Kvaltider | Start- grid |
| Pos.                    | Nr. | Förare           | Konstruktör                | Q1        | Q2        | Q3        | Start- grid |
| ----------------------- | --- | ---------------- | -------------------------- | --------- | --------- | --------- | ----------- |
| 1                       | 55  | Carlos Sainz Jr. | Ferrari                    | 1:32.339  | 1:31.439  | 1:30.984  | 1           |
| 2                       | 63  | George Russell   | Mercedes                   | 1:32.331  | 1:31.743  | 1:31.056  | 2           |
| 3                       | 16  | Charles Leclerc  | Ferrari                    | 1:32.406  | 1:32.012  | 1:31.063  | 3           |
| 4                       | 4   | Lando Norris     | McLaren-Mercedes           | 1:32.483  | 1:31.951  | 1:31.270  | 4           |
| 5                       | 44  | Lewis Hamilton   | Mercedes                   | 1:32.651  | 1:32.019  | 1:31.485  | 5           |
| 6                       | 20  | Kevin Magnussen  | Haas-Ferrari               | 1:32.242  | 1:31.892  | 1:31.575  | 6           |
| 7                       | 14  | Fernando Alonso  | Aston Martin-Mercedes      | 1:32.584  | 1:31.835  | 1:31.615  | 7           |
| 8                       | 31  | Esteban Ocon     | Alpine-Renault             | 1:32.369  | 1:32.089  | 1:31.673  | 8           |
| 9                       | 27  | Nico Hülkenberg  | Haas-Ferrari               | 1:32.100  | 1:31.994  | 1:31.808  | 9           |
| 10                      | 40  | Liam Lawson      | AlphaTauri-Honda RBPT      | 1:32.215  | 1:32.166  | 1:32.268  | 10          |
| 11                      | 1   | Max Verstappen   | Red Bull Racing-Honda RBPT | 1:32.398  | 1:32.173  | N/A       | 11          |
| 12                      | 10  | Pierre Gasly     | Alpine-Renault             | 1:32.452  | 1:32.274  | N/A       | 12          |
| 13                      | 11  | Sergio Pérez     | Red Bull Racing-Honda RBPT | 1:32.099  | 1:32.310  | N/A       | 13          |
| 14                      | 23  | Alexander Albon  | Williams-Mercedes          | 1:32.668  | 1:33.719  | N/A       | 14          |
| 15                      | 22  | Yuki Tsunoda     | AlphaTauri-Honda RBPT      | 1:31.991  | Ingen tid | N/A       | 15          |
| 16                      | 77  | Valtteri Bottas  | Alfa Romeo-Ferrari         | 1:32.809  | N/A       | N/A       | 16          |
| 17                      | 81  | Oscar Piastri    | McLaren-Mercedes           | 1:32.902  | N/A       | N/A       | 17          |
| 18                      | 2   | Logan Sargeant   | Williams-Mercedes          | 1:33.252  | N/A       | N/A       | 18          |
| 19                      | 24  | Zhou Guanyu      | Alfa Romeo-Ferrari         | 1:33.258  | N/A       | N/A       | PL          |
| 20                      | 18  | Lance Stroll     | Aston Martin-Mercedes      | 1:33.397  | N/A       | N/A       | DNS         |
| 107 %-gränsen: 1:38.430 |     |                  |                            |           |           |           |             |
| Källor:                 |     |                  |                            |           |           |           |             |